# Patrice Bernier
Patrice Bernier (* 23. September 1979 in Brossard) ist ein ehemaliger kanadischer Fußballspieler, der auch die französische Staatsangehörigkeit besitzt.

## Karriere

### Verein

#### Frühe Jahre: Eishockeykarriere
Seine Karriere als Sportler begann Patrice Bernier während seiner Jugend nicht im Fußball, sondern im Eishockey. Er absolvierte für die Foreurs de Val-d’Or sowie später für die Castors de Sherbrooke in der Ligue de hockey junior majeur du Québec, einer der drei kanadischen Top-Juniorenligen, insgesamt 143 Partien, in denen er 17 Tore und 73 Punkte erzielte. Mit seiner Körpergröße von 1,77 m wurde er von den Verantwortlichen jedoch als zu klein für eine weitere Karriere im Eishockey erachtet.

#### Beginn der Fußballerkarriere ab 1994
Parallel dazu startete Bernier seine Karriere als Fußballspieler; sein Talent wurde von verschiedenen Scouts erkannt, sodass der Rechtsfuß 1994 erstmals in die U-17-Nationalmannschaft Kanadas berufen wurde. Seine erste Mannschaft war Syracuse Orange, das Team der Syracuse University im US-Bundesstaat New York, für das der defensive Mittelfeldspieler ein Jahr lang bis 1999 spielte. Zur neuen Saison 2000 wurde er von Montreal Impact verpflichtet, dessen Mannschaft in der A-League antrat. Hier setzte sich Bernier als Stammspieler durch und gewann trotz des Vereinskonkurses im Jahr 2001, nach dem der Verein aber weiterhin bestehen blieb, 2002 mit der Mannschaft den Voyageurs Cup.

#### Ab 2003: Vereinsstationen in Europa
Zum Start der neuen Saison im Januar 2003 wechselte er gemeinsam mit seinem Landsmann Rob Friend nach Norwegen zu dem Zweitligisten Moss FK. Diesen verließ er jedoch nach eineinhalb Jahren im Sommer 2004 wieder, um gegen Zahlung einer Ablösesumme von unter 500.000 Norwegischen Kronen (ungefähr 60.000 Euro) zu Tromsø IL in die Tippeligaen, die erste norwegische Liga, zu wechseln. Dort absolvierte Patrice Bernier den obligatorischen Ausdauertest mit dem besten Ergebnis der Vereinsgeschichte. Nachdem Bernier eine herausragende Rückrunde sowie Vorrunde der neuen Saison 2005 spielte, lehnte Tromsø im Sommer 2005 ein Kaufangebot über 10 Millionen Norwegische Kronen (rund 1,3 Millionen Euro) des türkischen Erstligisten Beşiktaş Istanbul ab. Stattdessen nahm Bernier mit Tromsø IL nach erfolgreichem Bestehen der Qualifikationsrunden an der Gruppenphase des UEFA-Pokals der Saison 2005/06 teil, während er weiterhin als einer der stärksten Spieler der Tippeligaen galt. Eine Verlängerung seines auslaufenden Vertrags lehnte Bernier 2007 jedoch ab, da er in eine spielstärkere Liga wechseln wollte.
So wechselte Patrice Bernier im Sommer 2007 nach Deutschland in die 2. Bundesliga zum 1. FC Kaiserslautern, bei dem Kjetil Rekdal Trainer war. Unter ihm wurde Bernier Stammspieler; nach Rekdals Entlassung im Februar 2008 wurde er von Nachfolger Milan Šašić jedoch nicht mehr berücksichtigt. Insgesamt kam er somit in diesem Jahr auf 15 Einsätze, in denen er ein Tor erzielte.
Daher wurde sein eigentlich bis 2010 laufender Vertrag mit Kaiserslautern nach nur einem Jahr wieder aufgelöst, Bernier wechselte daraufhin im Sommer 2008 zum dänischen Erstligisten FC Nordsjælland. Mit dem Verein nahm er erneut nach erfolgreicher Qualifikation, in der er die zwei einzigen Tore seiner Karriere in einem internationalen Wettbewerb erzielen konnte, am UEFA-Pokal 2008/09 teil, schied jedoch in der ersten Hauptrunde aus. In der UEFA Europa League 2010/11 schied er mit den Dänen bereits in der Qualifikationsrunde aus. Mit dem zweimaligen Gewinn des dänischen Fußballpokals gelangen Bernier während seiner Zeit beim FC Nordsjælland 2010 und 2011 auch nationale Erfolge.

#### Rückkehr nach Kanada 2012
Nach drei Jahren in Nordsjælland wechselte Bernier im Sommer 2011 ablösefrei zum Ligakonkurrenten Lyngby BK. Hier blieb er jedoch nur ein halbes Jahr; zum Beginn der MLS-Saison 2012 kehrte er Europa im Januar 2012 nach insgesamt neun Jahren den Rücken und in seine Heimat zu seiner ersten Profistation Montreal Impact zurück. Montreal Impact war zwischenzeitlich als Franchise neugegründet worden und tritt inzwischen in der Major League Soccer an. Dort konnte sich Bernier von Beginn an als Stammspieler etablieren und absolvierte bis zum Ende der Saison 2014 84 Spiele bei 13 Toren. 2013 und 2014 konnte Bernier mit Impact jeweils die kanadische Meisterschaft (Canadian Championship) gewinnen. Im Februar 2014 wurde Bernier zum Mannschaftskapitän der Montrealer für die Saison 2014 ernannt; auch in der Saison 2015 übte er dieses Amt aus.

### Nationalmannschaft
1994 wurde Bernier erstmals in die U-17-Nationalmannschaft Kanadas berufen; mit ihr nahm er 1995 an der U-17-Weltmeisterschaft in Ecuador teil, schied aber bereits in der Gruppenphase in einer Gruppe mit Deutschland, Brasilien und Oman als Tabellenletzter aus. Noch während seiner Zeit bei Syracuse Orange absolvierte er 1998 für die kanadische U-20-Nationalmannschaft mindestens drei Spiele, in denen er ein Tor erzielte, und war ab 1999 in 13 Partien der U-23-Nationalmannschaft am Ball.
Nach seinem Wechsel nach Norwegen debütierte Patrice Bernier im Alter von 23 Jahren am 15. November 2003 in einem Freundschaftsspiel gegen Tschechien in der A-Nationalmannschaft Kanadas. Mit ihr nahm er in den folgenden Jahren wiederholt am CONCACAF Gold Cup teil; nachdem die Mannschaft 2005 noch gemeinsam mit Kuba nach der Gruppenphase gegen die USA und Costa Rica ausgeschieden war, unterlag sie 2007 erst im Halbfinale dem späteren Sieger USA und schied 2009 im Viertelfinale gegen Honduras aus, während man beide Male die Gruppenphase jeweils als Gruppensieger beendet hatte. Den Gold Cup 2011 verpasste er verletzungsbedingt.